# Dichelia clarana
Dichelia clarana là một loài bướm đêm thuộc họ Tortricidae. Nó được tìm thấy ở Úc.

## Hình ảnh

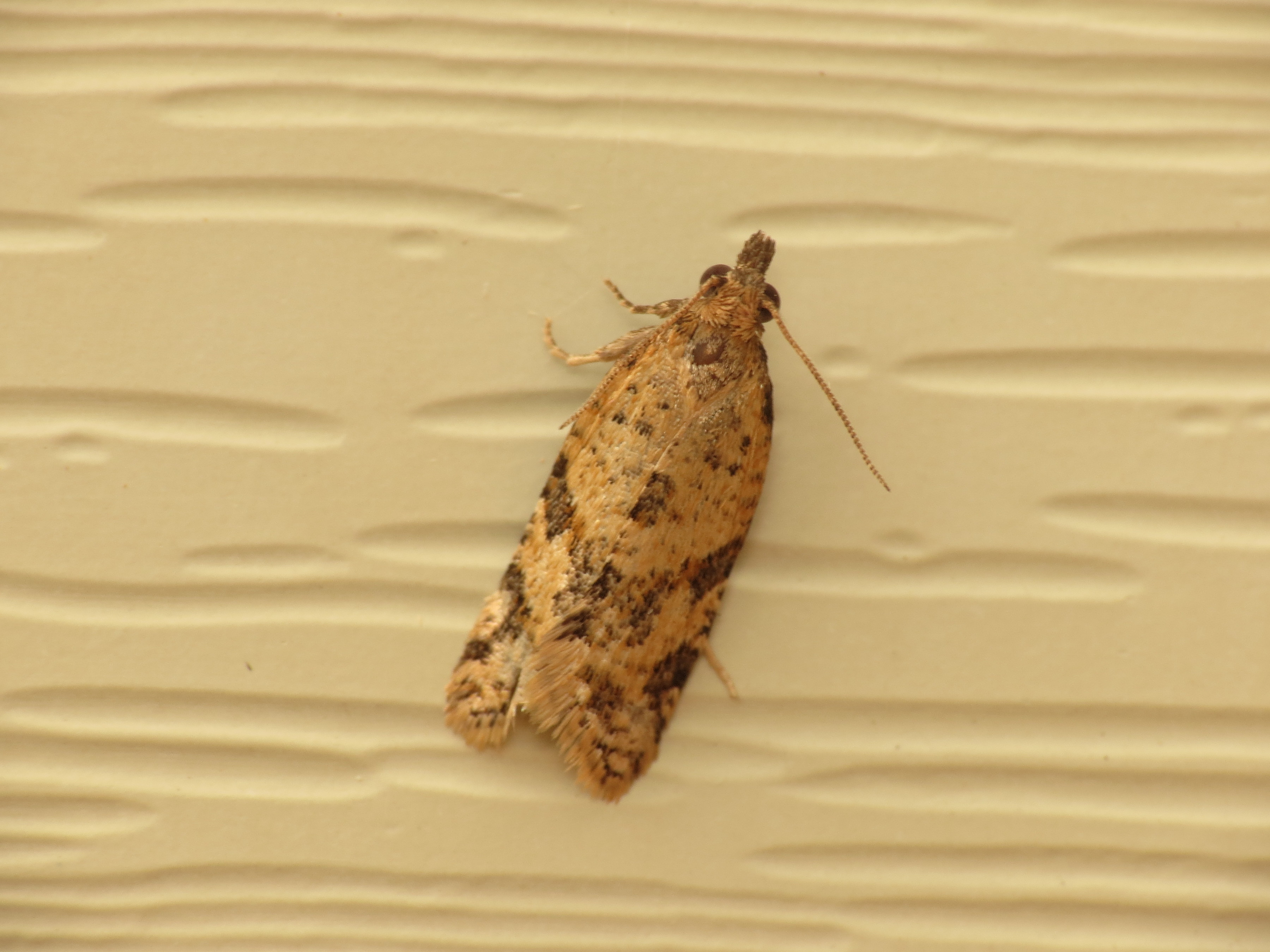
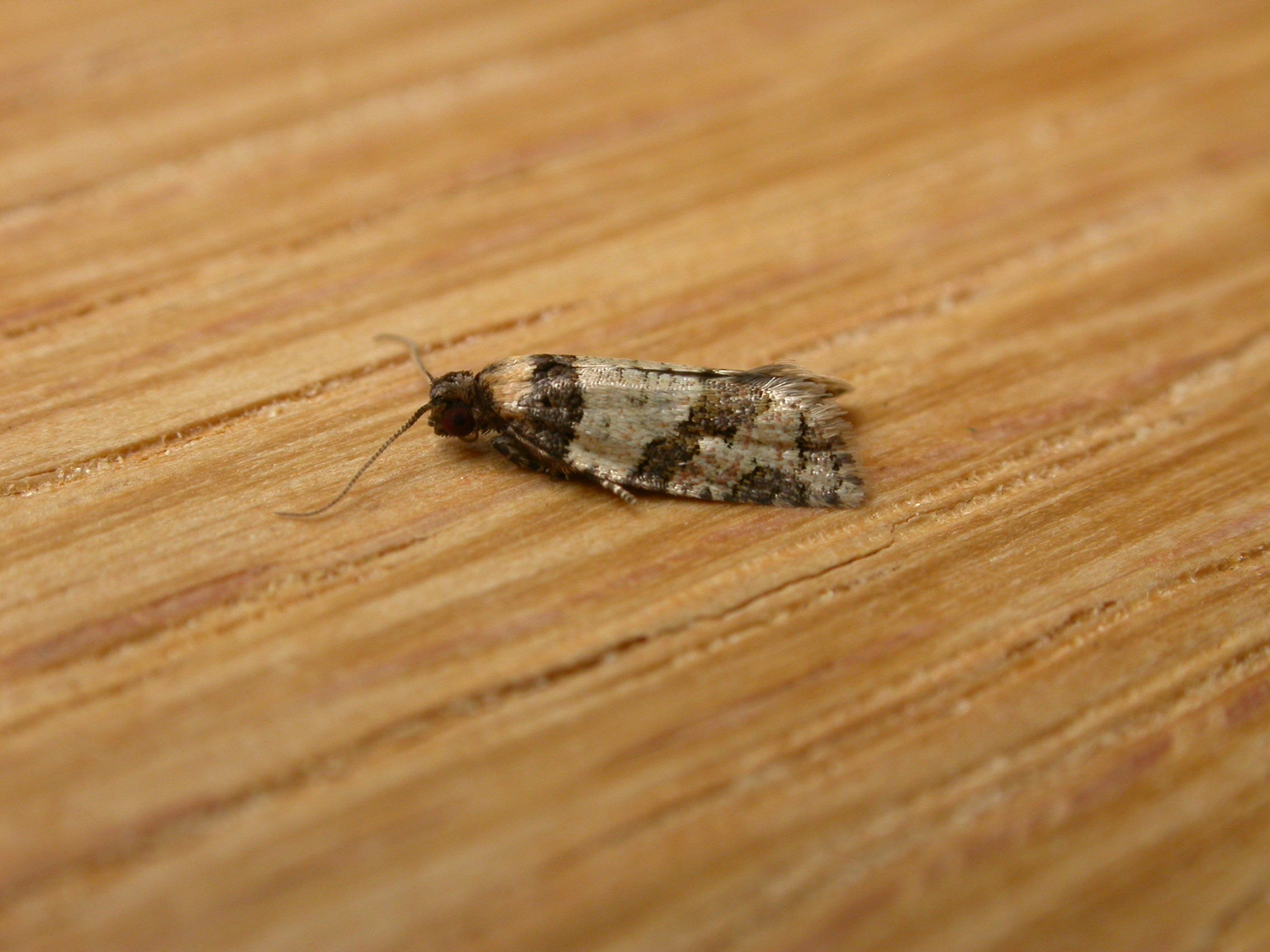

## External info
- Species info